# Pete Richens
Peter "Pete" Richens, född 18 augusti 1952, död 18 augusti 2018, var en brittisk manusförfattare.
Richens är mest känd för sitt samarbete med Peter Richardson och komikergruppen The Comic Strip.

## Manus i urval
- 1982–2016 – The Comic Strip (TV-serie) (Även roll)
- 1985 – Tipsaren
- 1987 – Eat the Rich (Även roll)
- 1991 – Påven sitter löst
- 2004 – Churchill: The Hollywood Years